# Porkeri
Porkeri è un comune delle Isole Fær Øer. Ha una popolazione di 344 abitanti e fa parte della regione di Suðuroy sull'isola omonima.
Porkeri è l'unica località abitata del comune.